# تی‌وی توکیو
تی‌وی توکیو (به ژاپنی: 株式会社 テレビ東京 Kabushiki Gaisha Terebi Tōkyō، به انگلیسی: TV TOKYO Corporation) یکی از ایستگاه‌های اصلی تلویزیونی توکیو است. این ایستگاه تلویزیونی همچنین به نام "Teleto"‏ (テレ東 Teretō) شناخته می‌شود. تی‌وی توکیو مهم‌ترین ایستگاه تلویزیونی شبکهٔ TXN (TX Network)‎ است.